# Woenselse Watermolen (molen)

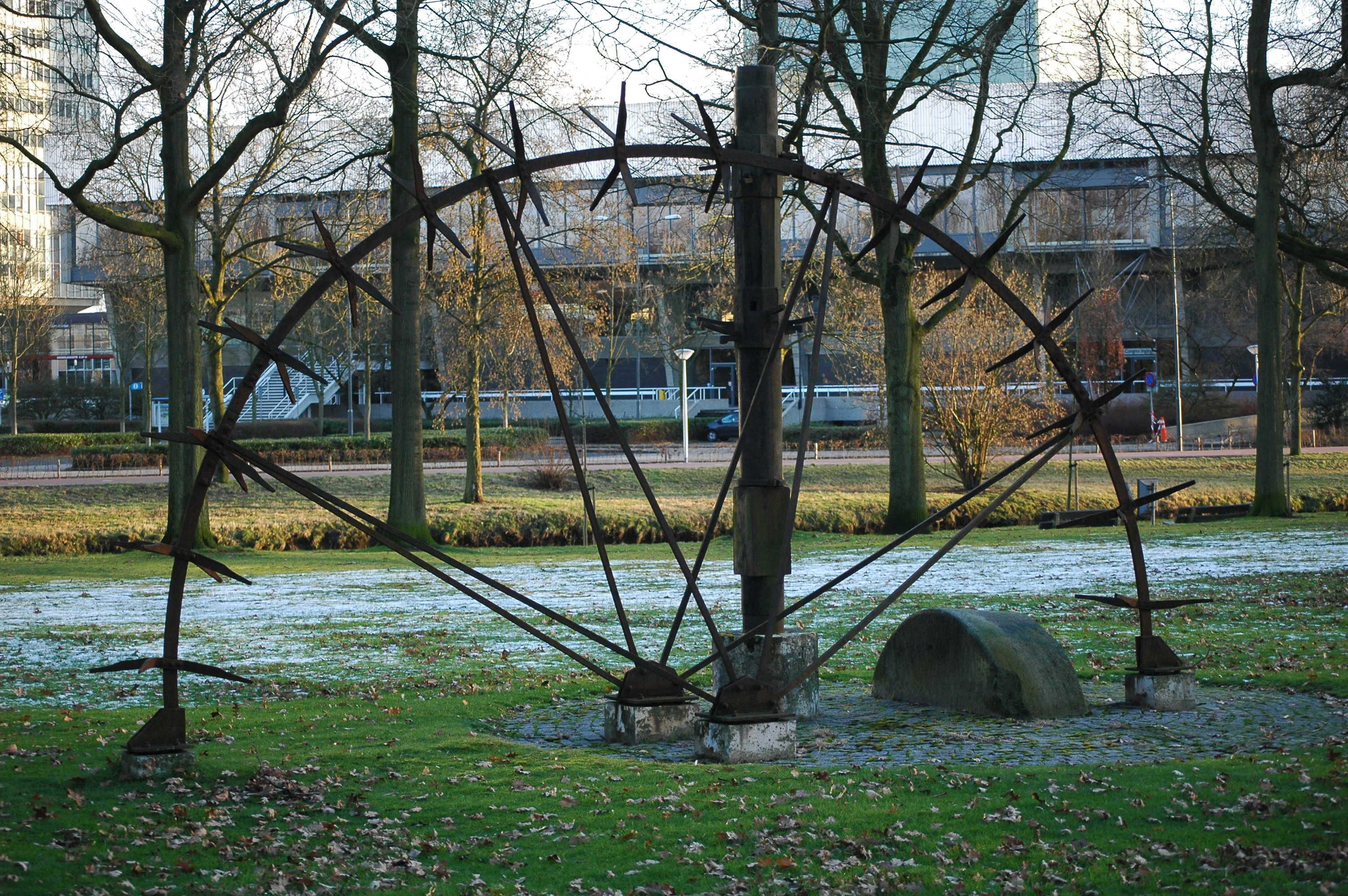
Het monument voor de watermolen. Op de achtergrond de Dommel en daarachter het Auditorium van de Technische Universiteit Eindhoven

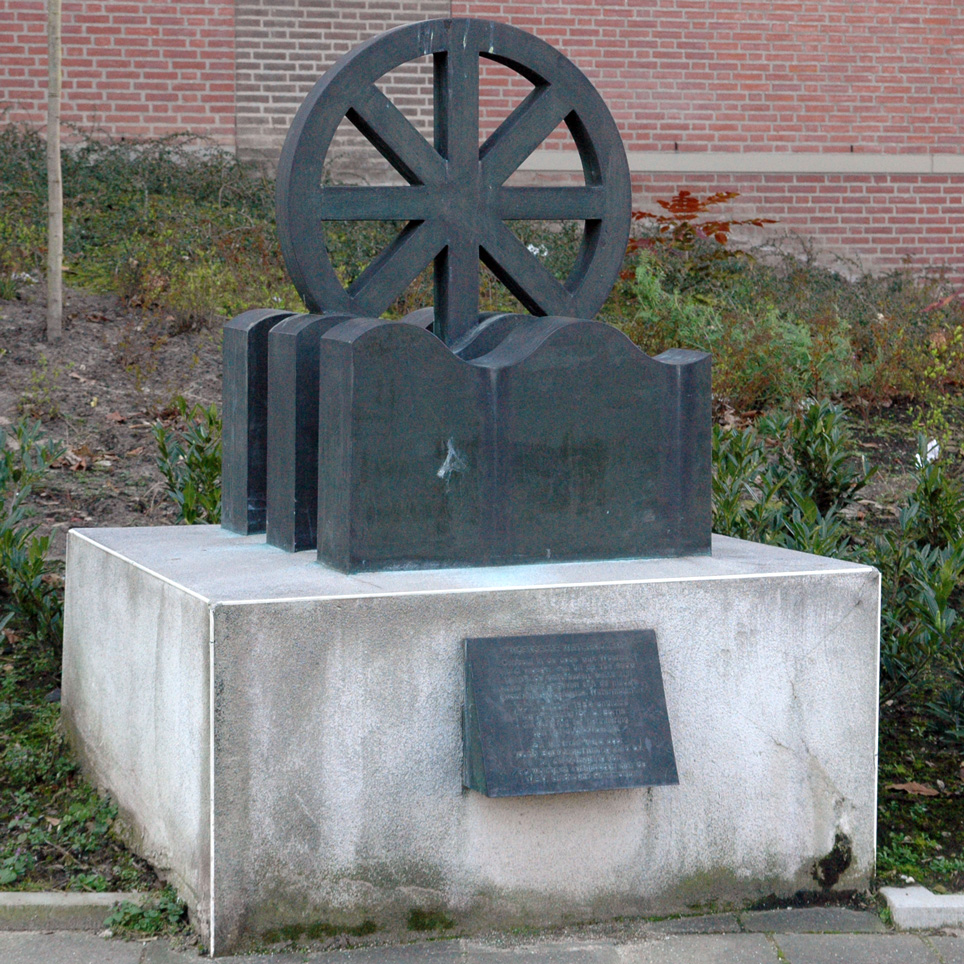
Het kunstwerk aan de Keersoppermolen dat herinnert aan de watermolen

De Woenselse of Schimmelse Watermolen was een watermolen in de plaats Woensel in de Nederlandse gemeente Eindhoven. De molen bevond zich op de rivier de Dommel.
In Woensel werd later de buurt Woenselse Watermolen gebouwd.

## Molen
De watermolen was een dubbele onderslagmolen die fungeerde als volmolen en als koren- en oliemolen. Daarin werd schors, boekweit, koren (met name rogge) gemalen en koolzaad geperst. Beide molens waren voorzien van stalen raderen met houten schoepen.
De molen wordt voor het eerste vermeld in 1379. Het was in de negentiende eeuw de grootste watermolen in de omgeving. Bij de molen bevond zich sinds 1802 een bouwwerk dat deels van hout was. In 1867 kwam er een stenen fabrieksgebouw bij van drie verdiepingen hoog, was een stoommachine geplaatst voor aandrijving van de korenmolen van 'Meelfabriek Joh. Notten & Cie.' Deze fabriek heeft 75 jaar bestaan. Daarna werd de familie van der Putten eigenaar. Toen heette het bedrijf 'NV v.d. Putten's Graanhandel'. Uiteindelijk werd de molen in 1935 gekocht door de gemeente Eindhoven, die het oorspronkelijke wolfsdak verwijderde en er een plat dak van maakte.
De molen was een rijksmonument maar werd in 1955-1956 illegaal gesloopt ten behoeve van de bouw van de Technische Hogeschool Eindhoven.Op de plaats van de molen staat nu het auditorium van de universiteit. De loop van de Dommel is ter plaatse verlegd.

Tussen de Kennedylaan en de Dommel, op ruim 150 m noordwestelijk van het auditorium, staat een aandenken aan de molen, dat is samengesteld uit een daar gevonden molensteen, en een as en rad uit de Volmolen te Waalre. Het is ontworpen door de architect van de universiteitsgebouwen Van Emden.
De molen is in olieverf geschilderd door Jaak van Wijck. Het schilderij, getiteld 'Grootvaders molen', is in bezit van Museum Kempenland.
In de buurt Woenselse Watermolen is in 1984 door toenmalig burgemeester Borrie een monument met plaquette onthuld dat herinnert aan deze molen. Het bevindt zich aan de straat Keersoppermolen, niet op de oorspronkelijke plaats van de molen.

## Nabijgelegen watermolens
Stroomopwaarts langs de Dommel bevond zich de Stratumse Watermolen, en stroomafwaarts bevindt zich de Hooidonkse Watermolen.

## Trivia
In 1850 werd door de molenaar van de watermolen een eikenhouten Mariabeeld opgevist. Dit beeld was vermoedelijk afkomstig van klooster Mariënhage en is mogelijk tijdens de beeldenstorm in het water terechtgekomen. Het sterk verweerde beeld, dat een meter hoog was, werd gerestaureerd en gepolychromeerd en heeft tot 1973 in een kapelletje van de Sint-Antoniskerk op Fellenoord gestaan als Onze Lieve Vrouwe van Fellenoord. Daarna is het beeld overgebracht naar de Sint-Pauluskerk aan de Boschdijk.